# Antoni Pęksa
Antoni Pęksa SAC (ur. 3 kwietnia 1928 w Dzwonku, zm. 27 września 1997 w Laskowcu) – ksiądz pallotyn, zasłużony duszpasterz i budowniczy obiektów sakralnych.

## Życiorys
Pochodził z rodziny chłopskiej, syn Konstantego i Anny z d. Damiańskiej (lub Domańskiej). Ukończył Liceum Ogólnokształcące w Ostrołęce, nowicjat w Stowarzyszeniu Apostolstwa Katolickiego (1947), następnie studiował na Wydziale Filozofii i Teologii w Wyższym Seminarium Duchownym w Ołtarzewie (1948–1953). Święcenia kapłańskie przyjął 19 czerwca 1953 roku z rąk biskupa Zygmunta Choromańskiego.

## Posługa duszpasterska
W latach 1954–1957 pełnił różne funkcje i obowiązki w posłudze duszpasterskiej w Poznaniu, następnie był wikariuszem w Kielcach na Karczówce, w parafii Świętego Karola Boromeusza. Od 20 października 1962 do 1968 roku był Rektorem Domu Macierzystego w Wadowicach (dwie kadencje). Za jego kadencji (20–23 czerwca 1963) odbyły się w Wadowicach uroczystości pokanonizacyjne św. Wincentego Pallottiego. Rozpoczęły się procesyjnym wprowadzeniem obrazu i relikwii Pallottiego oraz umieszczeniem ich w głównym ołtarzu kościoła. Na zakończenie uroczystości wieczorem 23 czerwca mszę sprawował ks. Mikołaj Kuczkowski, kanclerz kurii krakowskiej w obecności Karola Wojtyły, sufragana krakowskiego i wikariusza kapitulnego archidiecezji. W domu kopieckim ks. Antoni Pęksa przeprowadził wiele potrzebnych remontów. Był duszpasterzem Sióstr Urszulanek Szarych w Łodzi, od 4 września 1969 roku wikariuszem parafii w Ksawerowie. Z pracy w Ksawerowie został zwolniony 22 czerwca 1971 roku i przeznaczony ponownie do duszpasterstwa przy kościele Urszulanek Szarych w Łodzi; 3 miesiące później objął zastępstwo za ks. Jerzego Romanowicza, proboszcza w Czarnej. 2 marca 1972 roku został przeniesiony do pracy duszpasterskiej w Szczecinie. Od 1 sierpnia 1973 roku był kapelanem szpitala przy Akademii Medycznej w Poznaniu. W latach 1975–1997 był wikariuszem, a następnie proboszczem nowo erygowanej parafii Świętego Wojciecha w Ostrołęce-Wojciechowicach, rektorem Wspólnoty Stowarzyszenia Apostolstwa Katolickiego w Ostrołęce oraz kaplicy Świętego Wincentego Pallottiego w Laskowcu, gdzie zamieszkał jako emeryt od 1997 roku.
Wybudował Dom Stowarzyszenia i Dom Katechetyczny w Ostrołęce-Wojciechowicach oraz ośrodek duszpasterski i kościół w Laskowcu, przez wiele lat prowadził zajęcia duszpasterskie w obu placówkach, zapoczątkował pracę duszpasterską w Zakładzie Poprawczym w Laskowcu. Zainicjował budowę pomnika poświęconego żołnierzom 5 Pułku Ułanów Zasławskich, był opiekunem kombatantów i organizatorem corocznych wrześniowych Mszy Świętych podczas uroczystych zjazdów byłych żołnierzy 5 Pułku.

## Radosna służba ludziom
Był człowiekiem ogromnego zaangażowania. Miał łatwość nawiązywania kontaktów z ludźmi i szybko ich sobie zjednywał. Prowadząc budowy, nawiązywał wiele kontaktów z władzami ostrołęckimi i dyrektorami zakładów pracy, którzy finansowo wspierali jego działania. Z miłością mówił o budowanym domu w Ostrołęce czy Laskowcu i z radością oprowadzał po budowie wszystkich przybywających współbraci i gości. Jako pallotyn interesował się życiem stowarzyszenia i pytał o rozwój misji. Na wzór św. Wincentego wołał do Boga: „Zachwyca mnie mój Bóg”, i do człowieka: „Chciałbym być wszystkim dla wszystkich – pokarmem dla głodnych, napojem dla spragnionych, odzieniem dla zziębniętych”. Na jego wzór prowadził różnorakie apostolstwo. Sam był uosobieniem miłości i dobroci, radości i zrozumienia. Zawsze, w każdym widział człowieka i dobro w nim ukryte. Każdemu dawał szansę, bo jak twierdził, nie ma ludzi złych, są zagubieni, potrzebujący pomocy, wsparcia. Jego dewizą było nieść Bożą miłość każdemu.
Jego pogrzeb odbył się 1 października w Ostrołęce. Mszy koncelebrowanej przez ponad 100 kapłanów diecezjalnych i zakonnych przewodniczył ks. prowincjał Czesław Parzyszek. Zdumiewająca była liczba wiernych uczestniczących w tych uroczystościach. Żegnali go ze łzami w oczach parafianie (dzieci, młodzież, rodzice, różne stany), mieszkańcy Ostrołęki i okolic.

## Upamiętnienie
Spoczął w Alei Zasłużonych na cmentarzu komunalnym w Ostrołęce. Pośmiertnie otrzymał Złotą Honorową Odznakę Katolickiego Stowarzyszenia „Civitas Christiana”.
Od 16 października 2004 roku Szkoła Podstawowa w Laskowcu nosi imię ks. Antoniego Pęksy, a także jedna z ulic w Ostrołęce.